# Ninox natalis
Coruja-gavião-da-ilha-de-natal ou mocho-de-natal (Ninox natalis) é uma espécie de ave estrigiforme pertencente à família Strigidae.